# Redshift (software)
Redshift è un software per grafica 3D. È un motore di rendering che sfrutta la capacità di calcolo del processore delle schede grafiche (GPU) e non le più utilizzate CPU. Le sue caratteristiche chiave sono la sua velocità rispetto alle altre soluzioni industriali (come Arnold e Renderman) e la sua grande flessibilità.
Redshift è strettamente integrato con applicazioni 3d come Autodesk Maya (Windows e Linux) e Autodesk 3dsMax. I plugin per Cinema4D (Maxon) e Houdini (SideFx) sono in sviluppo.